# ريان كلاريدج
ريان كلاريدج (بالإنجليزية: Ryan Claridge)‏ هو لاعب كرة قدم أمريكية أمريكي، ولد في 12 أبريل 1981 في روتشستر في الولايات المتحدة.